# Bí mật của Naoko
Bí mật của Naoko là một tiểu thuyết của nhà văn Higashino Keigo. Tên gốc của cuốn tiểu thuyết này là Himitsu (秘密 ahv. Bí mật, Secret). Cuốn tiểu thuyết đã chiến thắng Giải thưởng Tác giả Truyện trinh thám Nhật Bản lần thứ 52 cho hạng mục Tiểu thuyết Xuất sắc nhất.Câu truyện trong tiểu thuyết xoay quanh một người đàn ông có vợ con gặp phải một vụ tai nan thảm khốc. Vợ anh qua đời, nhưng khi con gái anh tỉnh dậy sau khi hôn mê, anh đã phát hiện ra linh hồn của người vợ đã mắc kẹt trong thể xác của người con gái.
Cuốn tiểu thuyết sau đó được chuyển thể thành phim điện ảnh vào năm 1999 có tên là Himitsu, được đạo diễn bởi Yōjirō Takita. Bộ phim The Secret của Pháp được thực hiện vào năm 2007 cũng dựa trên phiên bản Nhật Bản này.
Bản dịch tiếng Việt do Nhã Nam phát hành.

## Tóm tắt
Heisuke Sugita (杉田 平介 Sugita Heisuke) là một người đàn ông 39 tuổi khiêm nhường và đang tận hưởng cuộc sống hạnh phúc giản đơn của mình. Tất cả mọi thứ đã thay đổi hoàn toàn khi vợ và con gái của anh trở thành nạn nhân trong một vụ tai nạn xe buýt. Naoko Sugita (杉田 直子 Sugita Naoko), vợ của anh, đã qua đời, còn người con gái 11 tuổi Monami Sugita (杉田 藻奈美 Sugita Monami) bị thương nặng. Monami sau đó đã hồi phục một cách thần kỳ và tỉnh lại, tuy nhiên, bằng một cách nào đó, tính cách và trí nhớ của cô bé lại là của người mẹ Naoko đã mất. Cả Heisuke và Naoko đều kết luận rằng linh hồn của cô đã chiếm lấy thể xác của Monami. Không thể lý giải được chuyện này, họ quyết định sẽ giữ bí mật và Naoko giờ sẽ sống cuộc sống của Monami.
Nắm giữ cơ thể vẫn đang trong độ tuổi niên thiếu của Monami, Naoko đã có cơ hội sống một cuộc sống mới và theo đuổi những giấc mơ dang dở của chính mình. Sự độc lập ngày càng lớn hơn của Naoko đã gây ra những rạn nứt giữa cô và Heisuke, người vẫn đang cố gắng để tiếp tục là một người chồng mẫu mực đồng thời anh cũng bắt đầu tìm hiểu về thảm kịch xảy ra với Naoko thông qua việc điều tra kỹ hơn về người lái xe buýt gây ra tai nạn. Mối quan hệ của hai vợ chồng ngày càng căng thẳng khi Heisuke nghi ngờ Naoko đem lòng thích một chàng trai đang theo đuổi cô trong hình hài Monami, họ cũng không thể nào giải quyết được những rắc rối khi trong mắt Heisuke, Naoko cũng chính là con gái của anh.
Khi ý thức của cô con gái Monami dần quay trở lại, Heisuke và Naoko nhận ra rằng họ có thể giải quyết những rắc rối bằng việc đảm bảo rằng Monami và Naoko, lúc này đang thay phiên nhau kiểm soát cơ thể, cùng giúp đỡ lẫn nhau trong các hoạt động và tiến tới việc dần dần chuyển đổi cuộc sống mà Naoko đã sống trong nhân dạng Monami cho cô bé. Khi những ý thức của Monami bắt đầu nắm quyền kiểm soát nhiều hơn, Heisuke và Naoko chấp nhận rằng họ sẽ phải chia xa nhau mãi mãi và từ đây Heisuke sẽ có thể nuôi dạy Monami như là cô con gái bình thường của anh một lần nữa.
Nhiều năm sau, Monami cho rằng việc Naoko kiểm soát cơ thể của mình trước đây là kết quả của việc rối loạn đa nhân cách do tai nạn gây ra để giúp cha cô đối phó với việc này và nó đã dần biến mất khi nhân cách thực sự của cô quay trở lại. Tuy nhiên, vào ngày Monami làm đám cưới, Heisuke phát hiện ra sự thật rằng Monami chưa bao giờ quay trở về mà thực ra đó là kế hoạch của Naoko nhằm dần dần từ bỏ hoàn toàn nhân cách của Naoko trong cô để cả hai có thể tiếp tục sống cuộc sống của mình.